# Ruslan Baltiev
Ruslan Baltiev (16 septembre 1978 à Almaty) est un milieu de terrain du Kazakhstan qui joue en première division kazakhe au FC Kairat Almaty.

## Carrière
Ruslan Baltiev a commencé sa carrière professionnelle au FC Kairat Almaty en première division du Kazakhstan. Après trois saisons, il est transféré au FC Kyzylzhar Petropavlovsk, où il est descendu à sa deuxième saison avec le club. Néanmoins, il déménage en 2003 en Russie dans le club de première division du FK Sokol Saratov. Après des performances solides, il est vendu 2004 au Dynamo Moscou.
Après des passages au FK Moscou et au FK Chinnik Iaroslavl, il rentre au Kazakhstan, au FC Tobol.

## Équipe nationale
Ruslan Baltiev est le joueur le plus capé avec 71 sélections dans son pays. Le 9 septembre 2009, il a marqué lors de la victoire 3-1 de son équipe face à Andorre. Il est aujourd'hui le recordman des buts dans son pays avec 13 réalisations.

## Palmarès
- Coupe du Kazakhstan : 2007

## Détail de la carrière
Années - Club - Matches (buts)
- 01/1997-12/1999 -  FC Kairat Almaty - 20 (4)
- 01/2000-12/2000 -  FC Kyzylzhar Petropavlovsk - 15 (2)
- 01/2001-12/2002 -  FK Sokol Saratov - (54) 7
- 01/2003-12/2004 -  Dynamo Moscou - 29 (2)
- 01/2005-06/2005 -  FK Moscou - 30 (1)
- 06/2005-12/2005 -  FK Chinnik Iaroslavl 11 (1)
- 01/2006-12/2007 - FK Moscou 0 (0)
- 01/2007-12/2009 -  FC Tobol Kustanay - 49 (12)
- 01/2010-01/2011 -  FC Jemtchoujina Sotchi
- depuis 01/2011 -  FC Kairat Almaty